# المرأة في وكالة ناسا

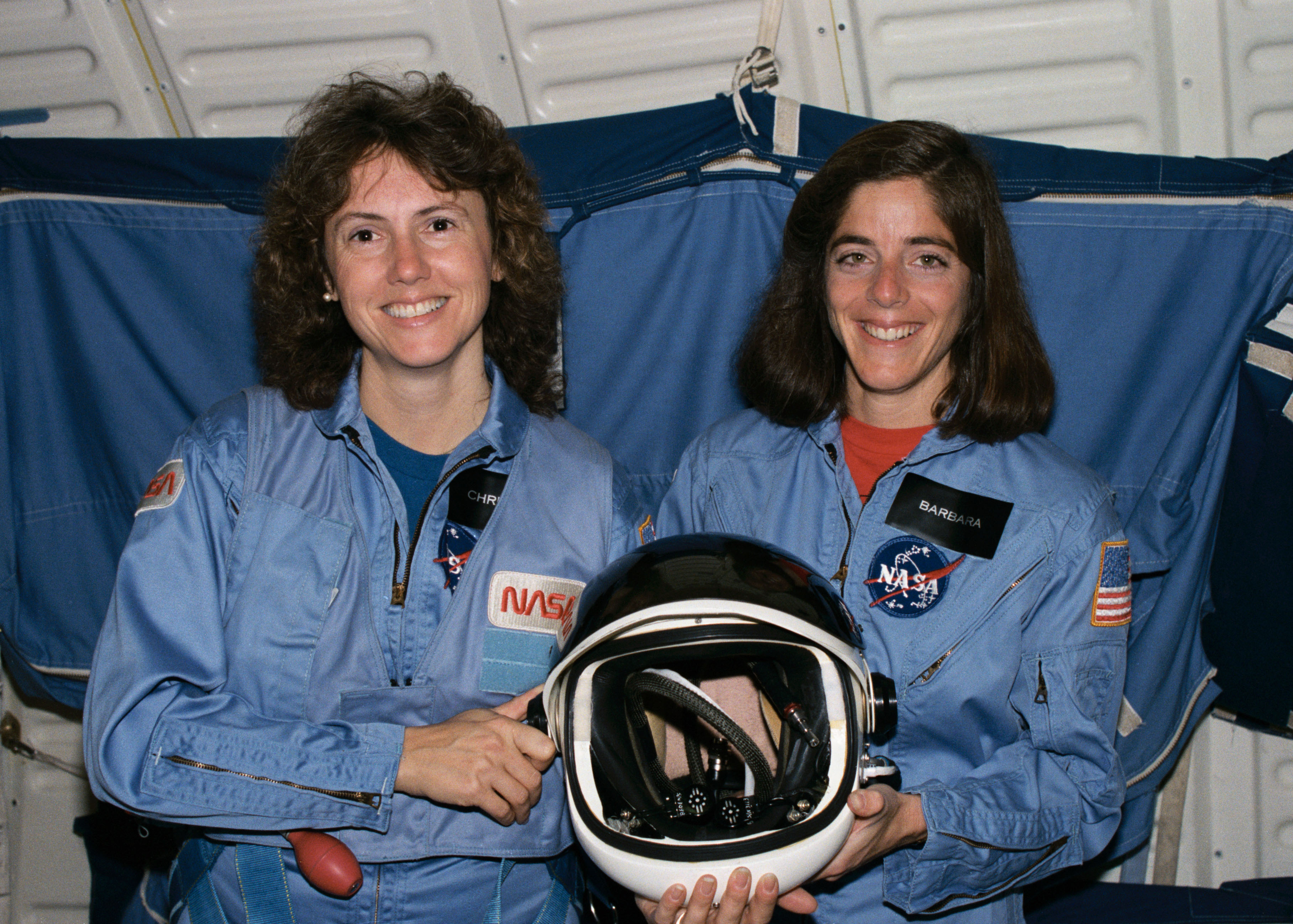
باربرا مورغان وكريستا ماك أوليف في مشروع المعلم في الفضاء

المرأة في وكالة ناسا لقد تَغيَرَ دَور المَرأة في وكالةِ نَاسا كثيرًا حيثُ أَنها أصْبحت مُؤخرًا تَعمل في الأعمالِ القِيادِية والإدَارية ولكن ما إن وصَلنا للفضاءِ فإن المَرأة أصْبحت رائدة فَضاء أيضًا.

## نبذة تاريخية

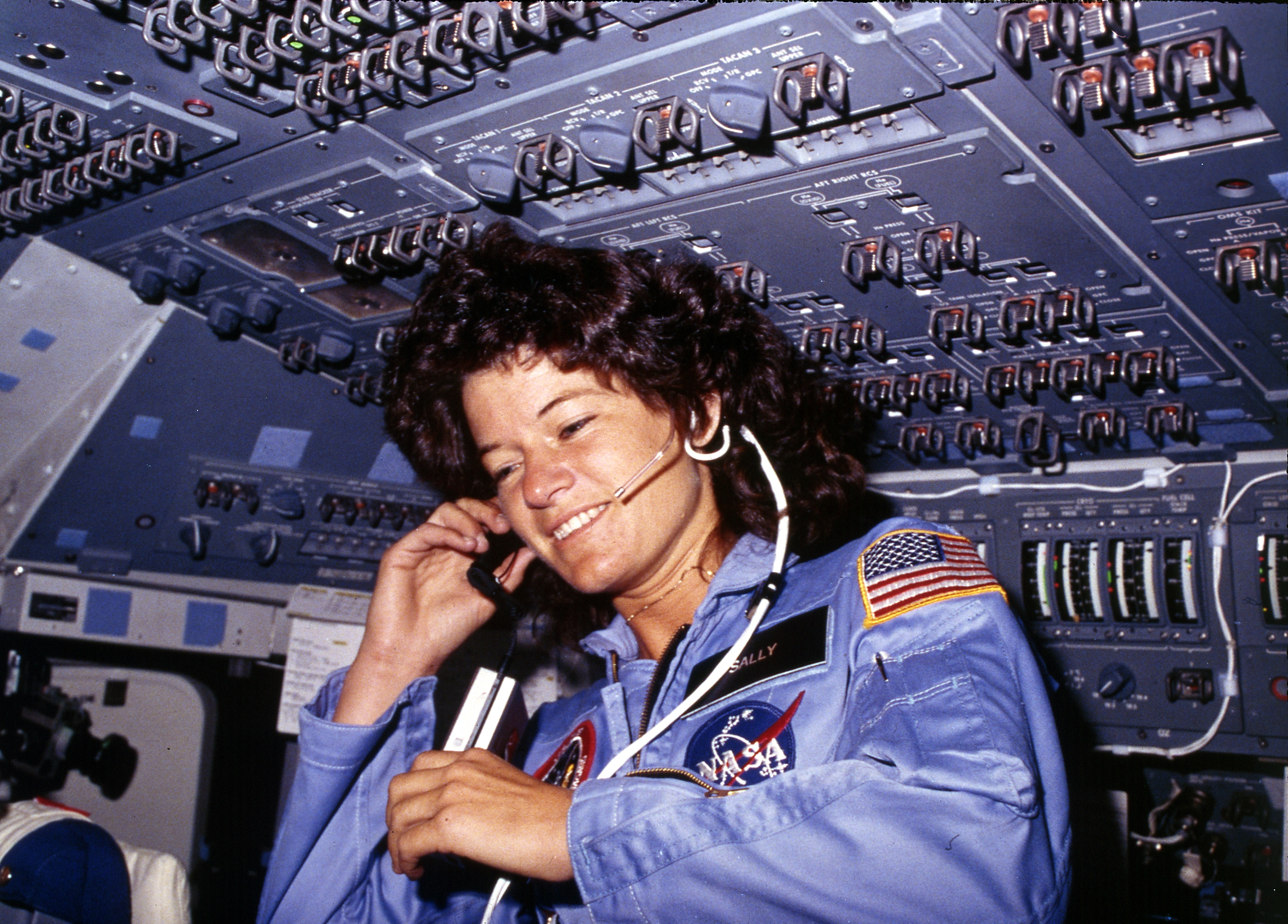
سالي رايد، أول رائدة فضاء أمريكية تتواصل مع مراقبي الأرض من قمرة القيادة - NARA - 541940

عَمِلت المَرأة علي مدارِِ تِلك السَنوات كإدارية وفي مَجال الكمبيوتر وأيضًا كسكرتيرة وطبيبة وأخصائية نفسية ومؤخرًا كمُهندسة، بدأت وكالة ناسا عام 1970م تجنيد المرأة لتعمل في برامجِ الفضاء والمُتابعة. وامن أبرز الامثلة على بعض النساء اللاتي عَمِلن في ذلك المَجال: «ماري شيب برتن، جلوريا بي مارتينز، كاثي أوزجود، شيرلي هانت» فهؤلاء جَميعهن عَمِلن في قسمِ الكُمبيوتر، ومِنهن أيضًا مَنْ يعمَلن كسِكرتيرات في الفريقِ الخاصِ بقسمِ المَهام والتَحكُمِ الفضائي مِثل «سوي إروين، لويس رانسديل، ماورين باوين».

## أحداث مهمة
في بداية عام 1977م بدأ إعطاءِ المَهام بشكلٍ أكبر مِن بعدِ «نيشيلي نيكولاس» حيثُ أنه كَان جزءٌ مِن مَزايا العَمل في الفضاءِ أن دَورَها كان كمُلازم في «أوهورا» علي «ستار تريك» حَيثُ أنها كَانت تُلهِم الفَتيات وتُشجعهم عِندما يَكبروا بأن يعملوا كروادِ فضاء بوِكالةِ ناسا وكانَت واحدة مِن تِلك الفَتيات «ماي جيمسون» أول رائدة فَضاء صَاحِبة البَشرة السَوداء، وواحدة أخْري مِن أهم السَيدات كَانت «إلين أكوا» حَيثُ أنها إنضمت لناسا عام 1988 وكانت أول إمراة مِن أصلٍ إسباني تَعمل كرائدةِ فَضاء.